# Runowo (Lidzbark Warmiński)
Runowo (deutsch Raunau) ist ein Dorf in der Gmina Lidzbark Warmiński (Landgemeinde Heilsberg) im Powiat Lidzbarski (Kreis Heilsberg) in der  polnischen Woiwodschaft Ermland-Masuren.

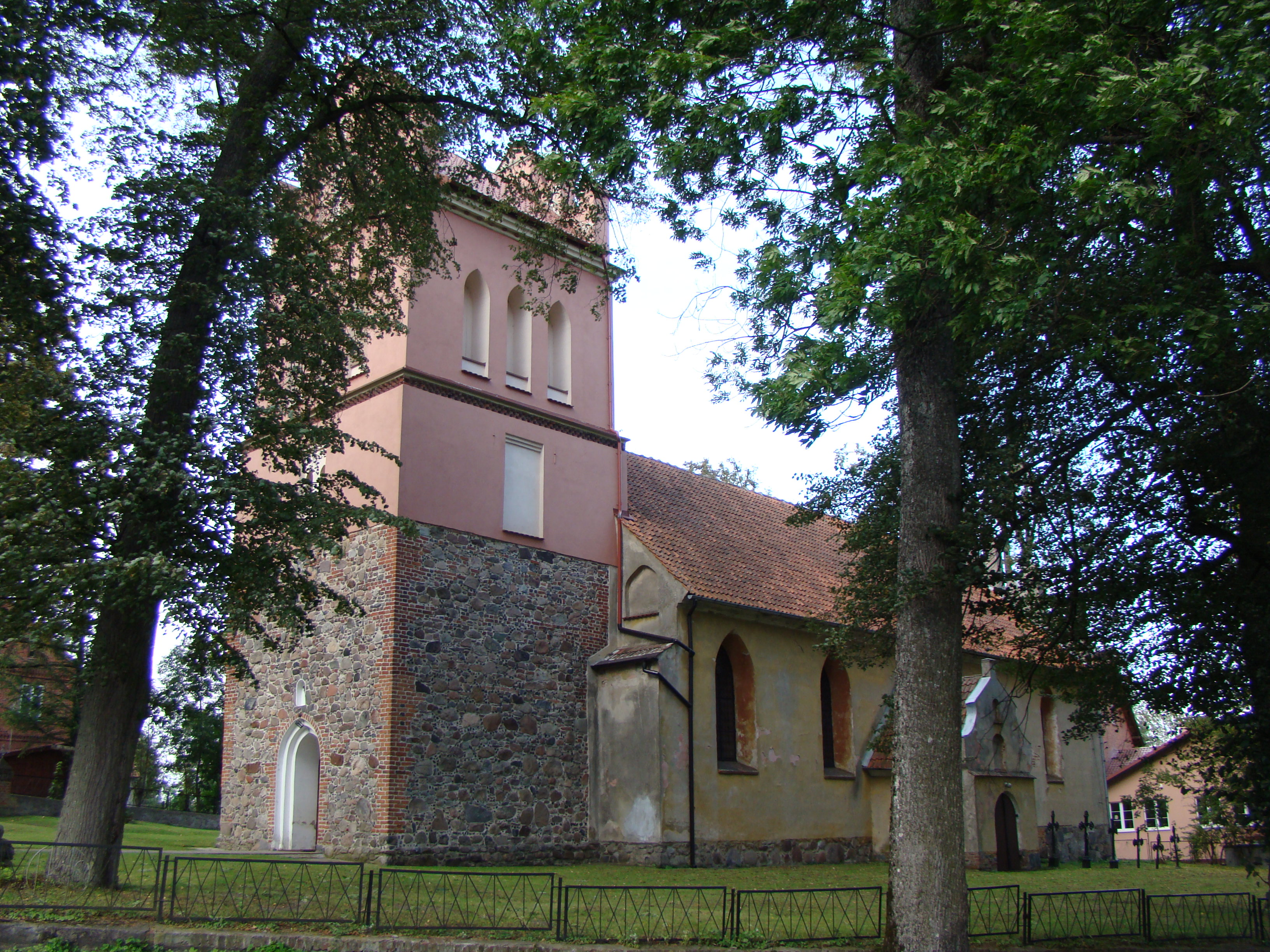
Die Simon-und-Judas-Kirche in Runowo

## Geographische Lage

Raunau östlich von Elbing und nordwestlich von Heilsberg auf einer Landkarte von 1910

Das Dorf liegt in der historischen Region Ostpreußen, etwa elf Kilometer nordwestlich  der Stadt  Lidzbark Warmiński (Heilsberg) und 66 Kilometer südlich von Königsberg (russisch Kaliningrad).

## Geschichte

### Ortsgeschichte
Das Kirchdorf Raunau wurde 1874 in den neu errichteten Amtsbezirk Reimerswalde (polnisch Ignalin) im ostpreußischen Kreis Heilsberg, Regierungsbezirk Königsberg, aufgenommen.
Gegen Ende des Zweiten Weltkriegs wurde die Region im Frühjahr 1945 von der Roten Armee besetzt. Nach Kriegsende wurde Raunau im Sommer 1945 gemäß dem Potsdamer Abkommen zusammen mit der südlichen Hälfte Ostpreußens zum Bestandteil der Volksrepublik Polen. Danach begann die Zuwanderung polnischer Migranten. Soweit die einheimischen Dorfbewohner nicht geflohen waren, wurden sie in der Folgezeit aus Raunau vertrieben.
Heute bildet das Dorf  ein Schulzenamt innerhalb der Gmina Lidzbark Warmiński im Powiat Lidzbarski innerhalb der Woiwodschaft Ermland-Masuren (1975 bis 1998 Woiwodschaft Olsztyn). Im Jahre 2021 zählte es 363 Einwohner.

### Demographie
| Jahr | Einwohner | Anmerkungen                          |
| ---- | --------- | ------------------------------------ |
| 1816 | 199       | [ 4 ]                                |
| 1852 | 662       | [ 5 ]                                |
| 1858 | 812       | davon 798 Katholiken und zwölf Juden |
| 1871 | 870       | [ 7 ]                                |
| 1910 | 878       | [ 8 ]                                |
| 1933 | 910       | [ 9 ]                                |
| 1939 | 848       | [ 9 ]                                |

## Religion
Vor 1945 gehörten die mehrheitlich römisch-katholischen Einwohner von Raunau zur Pfarrei Raunau im  damaligen Bistum Ermland, während der evangelische Bevölkerungsteil dem Kirchspiel der evangelischen Kirche Heilsberg im Kirchenkreis Ermland innerhalb der Kirchenprovinz Ostpreußen der Kirche der Altpreußischen Union zugeordnet war. 
Die katholischen Kirchenglieder des Orts gehören jetzt zum Dekanat Lidzbark Warmiński im jetzigen Erzbistum Ermland der katholischen Kirche in Polen.  Die evangelischen Kirchenglieder gehören heute zur Diözese Masuren der evangelisch-lutherischen Kirche in Polen.

## Verkehr

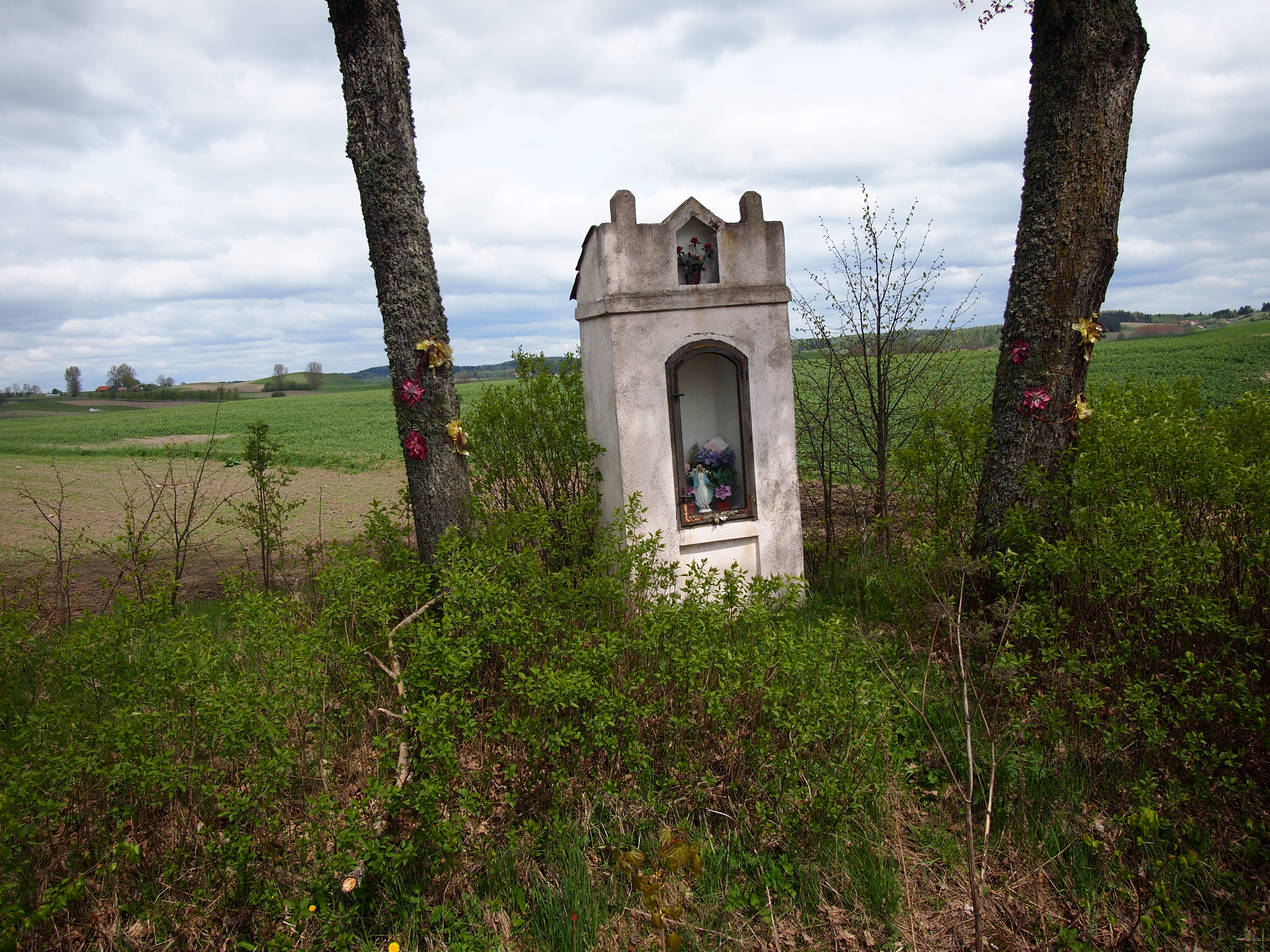
Bildstock an einer Straße in Runowo

Runowo liegt an der verkehrsreichen polnischen Woiwodschaftsstraße 513 (hier im Abschnitt der ehemaligen deutschen Reichsstraße 142), die die Städte Pasłęk (Preußisch Holland), Orneta (Wormditt) und Lidzbark Warmiński (Heilsberg) miteinander verbindet und weiter bis nach Wozławki (Wuslack) führt. Von Süden her kommt eine Nebenstraße aus Łaniewo (Launau), die in Runowo endet.
Eine Bahnanbindung besteht nicht.